# Cinéma des cinéastes
Le Cinéma des cinéastes est un cinéma situé au 7, avenue de Clichy dans le quartier des Batignolles du 17e arrondissement de Paris, en France. Salle classée « Art et Essai », elle constitue un lieu important de culture et de débats cinématographiques au nord de Paris. En 1996, la salle prend son nom actuel avec pour marraine Fanny Ardant.

## Historique
Ancien cabaret du Père Lathuille ouvert au XIXe siècle, rebaptisé « Le Kursaal » en 1906, où se produisent alors Maurice Chevalier et Lucienne Boyer, la salle est transformée dans les années 1930 en un cinéma baptisé l'« Eden » puis « Le Mirage ». Délabré et inutilisé après la Seconde Guerre mondiale, il est rénové en 1973 par Jean Tourraine pour la société Pathé et prend le nom de « Pathé Clichy ».
La salle est refondée par le réalisateur et producteur Claude Berri en association avec la Société civile des auteurs, réalisateurs et producteurs (L'ARP). L'ouverture du cinéma des cinéastes a lieu en octobre 1996. Laurent Hébert est chargé de la programmation et de la direction de l'établissement, charges qu'il a assurées jusqu'en 2006. Avec les réalisateurs de L'ARP et la directrice adjointe Jamila Ouzahir, il a proposé une programmation événementielle composée de rétrospectives, festivals, et semaines internationales. Depuis Aout 2010 c'est désormais Arnaud Boufassa qui en assure la direction. Avec une moyenne de  175 000 entrées par an, il demeure un lieu emblématique de rencontre entre les cinéastes et le public 
La programmation est orientée vers les films d'art et essais européens et internationaux.

## Avant-premières
Parmi les présentations en avant-première, Todd Haynes et Guillaume Canet pour I'm Not There, Wes Anderson pour À bord du Darjeeling Limited ou en 2010 Film Socialisme de Jean-Luc Godard.